# Mosynopolis

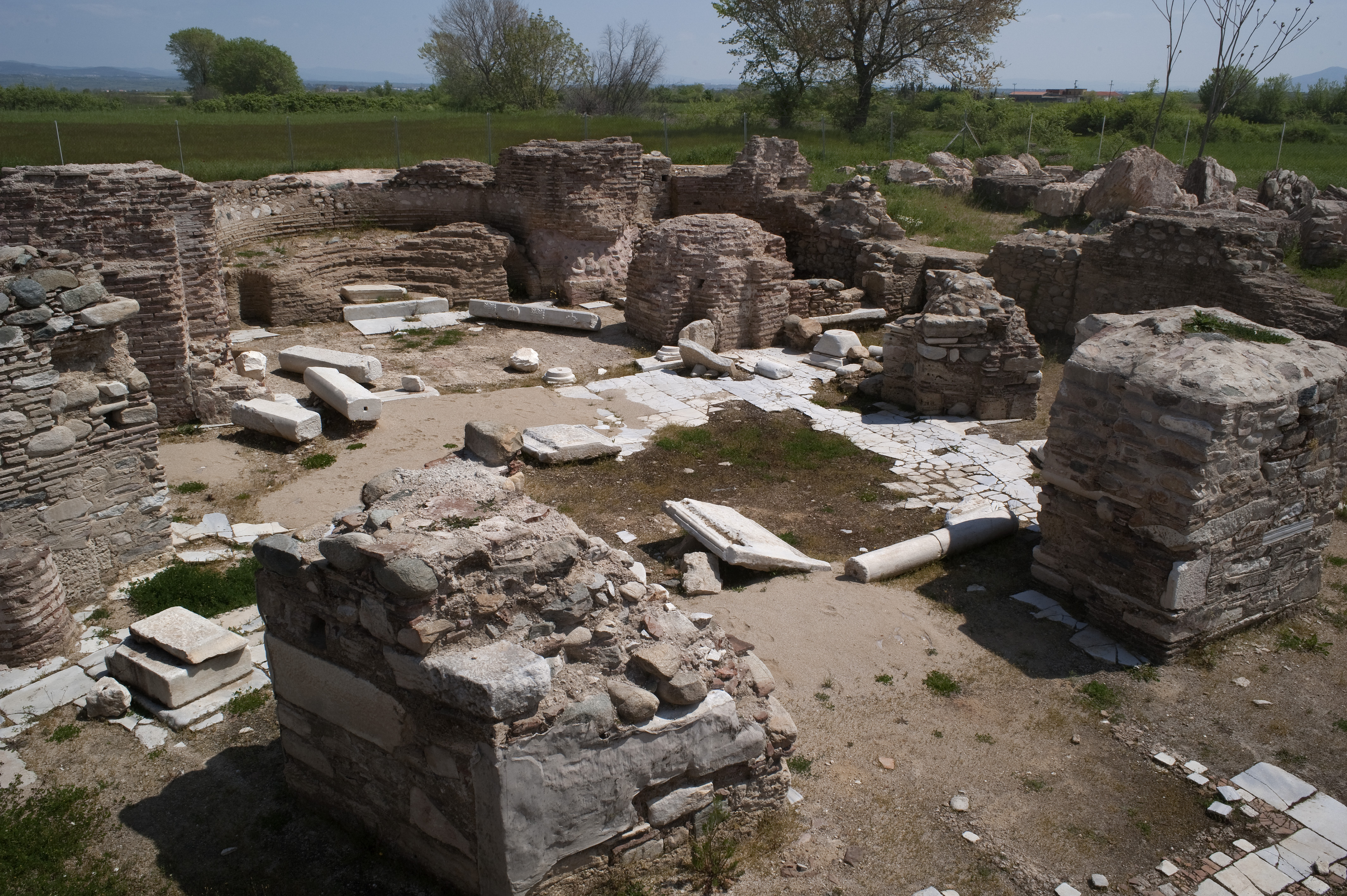
ruiny kościoła w Mosynopolis

Mosynopolis (gr.: Μοσυνόπολις, Mosynopolis; bułg.: Месинопол, Mesinopoł) - dawne bizantyńskie miasto w Tracji położone w pobliżu obecnego Komotini.
Istniało od czasów późnej starożytności jako Maximianoupolis (Μαξιμιανούπολις). Zostało ulokowane w Tracji przy drodze Via Egnatia. W czasie wojen bizantyńsko-bułgarskich na przełomie X i XI wieku Mosynopolis awansowało do roli bazy wypadowej wojsk bizantyńskich w trakcie kolejnych kampanii. Po zwycięstwie nad Bułgarami cesarz Bazyli II dokonał reorganizacji administracji wojskowej i cywilnej. Mosynopolis przejęło wówczas prawdopodobnie rolę stolicy temu Boleron, stając się siedzibą stratega. W 1185 roku dowódca bizantyński Aleksy Branas rozbił w bitwie pod Mosynopolis wojska normańskie, które wcześniej zalały północną Grecję i zdobyły Tesalonikę. W 1196 roku bojar Iwanko opanował znaczną część Tracji z Mosynopolis i Ksanteją, i utworzył na tych terenach przejściowo własne państwo. W 1203 roku po pierwszym zdobyciu Konstantynopola przez krzyżowców do Mosynopolis schronił się zbiegły cesarz Aleksy III Angelos, który stąd rządził wiernymi sobie ziemiami do drugiej połowy 1204 roku, kiedy został wyparty przez zwycięskich rycerzy krzyżowych. Miasto zostało zburzone przez Bułgarów po zwycięstwie cara Kałojana nad wojskami łacińskimi w 1207 roku, w bitwie pod Mosynopolis i popadło w ruinę.